# Millettia longipes
Millettia longipes är en ärtväxtart som beskrevs av Janet Russell Perkins. Millettia longipes ingår i släktet Millettia och familjen ärtväxter. Inga underarter finns listade i Catalogue of Life.